# Ramón Montero Paullier
Ramón Montero Paullier (Montevideo, Uruguay, 22 de julio de 1858 - ídem, 8 de febrero de 1933) fue un magistrado uruguayo, miembro de la Alta Corte de Justicia de su país entre 1925 y 1928.

## Biografía
Nació en Montevideo en 1858, hijo de José María Montero, uruguayo, y de Paulina Paullier, argentina. Fue bautizado con el nombre de Ramón Teófilo Francisco.
Cursó estudios en París, Francia, y luego en el Uruguay, graduándose como abogado en 1882 en la Universidad de la República.
Ingresó a la carrera judicial como Juez Letrado de Tacuarembó en 1883. Pasó posteriormente al mismo cargo en Artigas.
En julio de 1892 fue trasladado como Juez Letrado a Cerro Largo, en tanto que en julio de 1895 fue nuevamente trasladado a igual cargo en San José.
En febrero de 1896 fue designado Juez Letrado Departamental en Montevideo.
Posteriormente ocupó el cargo de Juez Letrado del Crimen de Segundo Turno en la capital del país.
El 23 de diciembre de 1907, apenas constituida la primera Alta Corte de Justicia creada por ley 3.246, fue ascendido para integrar uno de los cargos en el Tribunal de Apelaciones de Segundo Turno dejado vacante por los nuevos integrantes de la Corte.  
Permaneció en el Tribunal de Apelaciones durante 17 años y medio.
El 2 de julio de 1925 la Asamblea General lo eligió como miembro de la Alta Corte de Justicia, junto a Miguel V. Martínez, para cubrir las vacantes generadas por el retiro de Ezequiel Garzón y Luis Romeu Burgues. Prestó juramento el mismo día.
La ley de creación de la Alta Corte preveía en su artículo 36 que los miembros de la misma y todos los magistrados del Poder Judicial en general cesarían en su cargo al cumplir 70 años de edad. En consecuencia, Montero Paullier permaneció en la misma durante tres años, hasta cumplir los 70 años de edad, en julio de 1928. Fue sustituido en agosto por Juan A. Méndez del Marco.
Entre otras actividades paralelas a su carrera judicial, fue miembro del Consejo Universitario y de la Directiva del Ateneo de Montevideo.
Falleció en Montevideo el 8 de febrero de 1933, a los 74 años de edad.